# Utz Schäffer
Utz Schäffer (* 6. November 1966 in Stuttgart) ist ein deutscher Ökonom. Er ist Inhaber eines Lehrstuhls für Controlling und Unternehmenssteuerung sowie Direktor des Instituts für Management und Controlling (IMC) der WHU – Otto Beisheim School of Management.

## Leben
Nach einer Banklehre bei der Dresdner Bank studierte Utz Schäffer Betriebswirtschaftslehre an der WHU – Otto Beisheim School of Management in Vallendar, der Emlyon Business School sowie der Kellogg School of Management in Chicago. 1993 diplomierte er an der WHU. 1996 wurde er als Stipendiat der Studienstiftung des deutschen Volkes am Lehrstuhl für Controlling und Telekommunikation bei Jürgen Weber mit der Arbeit „Controlling für selbstabstimmende Gruppen?“ promoviert. Nach Beratertätigkeiten bei CTcon und McKinsey habilitierte er sich 2001 mit der Schrift „Kontrolle als Lernprozess“.
2002 erhielt er einen Ruf an die EBS Universität für Wirtschaft und Recht in Oestrich-Winkel und übernahm den Lehrstuhl für Betriebswirtschaftslehre, insbesondere Controlling. 2022–2024 war er Gastprofessor an der Norwegian University of Science and Technology in Trondheim, 2012–2015 an der Dongbei University in Dalian (China), 2003–2004 an der Universität Innsbruck. 2003–2007 war er zudem Prorektor für Forschung und Vorsitzender des Promotionsausschusses der EBS.
2007 folgte er einem Ruf auf den Lehrstuhl für Betriebswirtschaftslehre, insbesondere Controlling und Unternehmenssteuerung, an die WHU. Gemeinsam mit Lukas Löhlein und Marko Reimer leitet er dort das Institut für Management und Controlling (IMC).

## Wirken
Die Forschung von Schäffer befasst sich mit Controlling und Unternehmenssteuerung, insbesondere der Rolle von Controllern und der digitalen Transformation des Controllings. Er ist Autor zahlreicher Publikationen in führenden Fachzeitschriften (wie etwa Accounting, Organizations and Society, Contemporary Accounting Research, European Accounting Review, Journal for Management and Governance, Management Accounting Research, Management Science, Strategic Management Journal), Herausgeber der Zeitschrift Controlling & Management Review und des Journals of Management Control (JoMaC) sowie Co-Autor des Standardwerks Einführung in das Controlling (17. Aufl. 2022), das auch in chinesischer, russischer, englischer und polnischer Sprache vorliegt.
Darüber hinaus ist Schäffer Vorsitzender des Kuratoriums des Internationalen Controller Vereins (ICV), Vorsitzender der WK RECH des Verbands der Hochschullehrerinnen und Hochschullehrer für Betriebswirtschaft e.V. (VHB) und Mitglied im Wissenschaftlichen Beirat der CTcon GmbH.
Schäffer ist der erste deutsche Hochschullehrer, der ausschließlich an privaten Hochschulen gelehrt sowie seine Abschlüsse dort erworben hat.

## Ehrungen und Auszeichnungen
- „Best Teacher Award Law and Business“ für den Bereich „Business“ der Bucerius Law School (2010)
- „David Solomons Prize“ des Chartered Institute of Management Accountants (2016)
- „VHB Best Textbook Award“ des Verbands der Hochschullehrerinnen und Hochschullehrer für Betriebswirtschaft (2021)
- „AAA Management Accounting Best Paper Award“ der American Accounting Association (2022)

## Schriften (Auswahl)
- Jürgen Weber, Utz Schäffer: Balanced Scorecard und Controlling, Gabler 2000, ISBN 3-409-11518-8
- Jürgen Weber, Utz Schäffer: Bereichscontrolling: Funktionspezifische Anwendungsfehler, Methoden und Instrumente, Schäffer-Poeschel 2005, ISBN 978-3-7910-4333-3
- Jürgen Weber, Utz Schäffer: Einführung in das Controlling, Schäffer-Poeschel (17. Auflage) 2022, ISBN 978-3-7910-5546-6
- Jürgen Weber, Utz Schäffer, Christoph Binder: Einführung in das Controlling: Übungen und Fallstudien mit Lösungen, Schäffer-Poeschel (5. Auflage) 2022, ISBN 978-3-7910-5549-7
- Sebastian D. Becker, Martin Messner, Utz Schäffer (2020): The Interplay of Core and Peripheral Actors in the Trajectory of an Accounting Innovation: Insights from Beyond Budgeting. Contemporary Accounting Research 37(4): 2224-2256, https://onlinelibrary.wiley.com/doi/10.1111/1911-3846.12593
- Cord H. Burchard, Juliane Proelss, Utz Schäffer, Denis Schweizer (2021): Bad news for announcers, good news for rivals: Are rivals fully seizing transition-period opportunities following announcers' top management turnovers? Strategic Management Journal 42(3): 579-607, https://onlinelibrary.wiley.com/doi/10.1002/smj.3234
- Michal Matějka, Matthias D. Mahlendorf, Utz Schäffer (2022): The Ratchet Effect: Theory and Empirical Evidence. Management Science 70(1): 128-142, https://doi.org/10.1287/mnsc.2022.4641